# Say Somethin’
A Say Somethin’ Mariah Carey amerikai popénekesnő hetedik kislemeze tizennegyedik, The Emancipation of Mimi című albumáról. A dalt Mariah Carey, Snoop Dogg, Chad Hugo és Pharrell Williams írta; Snoop Dogg rappel benne. A dal egy nőről és egy férfiról szól, akik egy nightclubban találkoznak és azonnal megtetszenek egymásnak; a nő teszi meg az első lépést és sürgeti a férfit, hogy közeledjen hozzá.

## Háttere
A Say Somethin’ és a To the Floor voltak Carey első számai legelső albuma (Mariah Carey, 1990) óta, aminek nem volt a társproducere; a The Neptunes ugyanis nem engedik, hogy rajtuk kívül más producerei legyenek az általuk szerzett daloknak, és Carey, aki már régóta akart velük dolgozni, beleegyezett. A Say Somethin’ lett az album első dala, amit hallhattak a rajongók, mert 2004 novemberében kiszivárgott az internetre (ezt követte nem sokkal később a To the Floor, majd valamivel később az It’s Like That és a We Belong Together). Sokáig úgy volt, hogy ez lesz az első kislemez az albumról, a rádiók is játszani kezdték. Több magazinban és rádióban dicsérték a dalt.
A dalhoz már elkezdték készíteni a promóciós anyagokat, mikor változtattak a terven, és az albumra írt dalok közül az egyik utolsó, az It’s Like That lett az, amit első kislemeznek választottak. 2004 decemberében az Universal Music Italy jelentette be, hogy nem a Say Somethin’ lesz az első kislemez, és hogy „Mariah még mindig dolgozik az albumon L.A. Reid, a lemezcég igazgatója felügyelete alatt, és valószínűleg új dalt vesz fel első kislemeznek.” Snoop Dogg nem sokkal később azt mondta az MTV.com-nak, hogy a Say Somethin’ az album harmadik kislemeze lesz. Carey azonban tiltakozott az ellen, hogy harmadik kislemezként megjelentessék a dalt, és ragaszkodott hozzá, hogy a Shake It Offot szeretné harmadik kislemeznek; arra hivatkozott, hogy a rajongók így szeretnék.
A lemezkiadó mindennek ellenére a Say Somethin’-t tervezte következő kislemeznek, de az énekesnő ismételt kérésére végül beleegyezett, hogy a Shake It Off legyen a következő kislemez. Ezután egy ideig úgy tervezték, hogy dupla A-oldalas kislemezen jelentetik meg a két dalt, és a Shake It Offot az R&B, a Say Somethin’-t pedig a pop- és mainstream rádióknak küldik el. A Shake It Off azonban mindkét típusú rádióban sikert aratott már mielőtt a Say Somethin’-t reklámozni kezdték volna, így utóbbi dal nem jelent meg. Ezután úgy tervezték, hogy a nemzetközi piacon megjelentetett harmadik kislemez lesz (a Shake It Off eddig csak az USA-ban jelent meg), végül azonban a Get Your Numbert adták ki külföldön (egyes országokban a Shake It Off-fal egy kislemezen). Tervezték, hogy Ázsiában ez lesz az album harmadik kislemeze, mert Japánban hivatalos megjelentetés nélkül, a rádiós játszások alapján is felkerölt a slágerlistára (a Tokyo Hot 100 nyolcvanadik helyére), végül azonban több országban, köztük a Fülöp-szigeteken is a Shake It Off lett népszerűbb, ezért ez jelent meg.
A Get Your Number után két olyan kislemez jelent meg, amik a The Emancipation of Mimi új kiadásán szerepeltek bónuszdalként, a Don’t Forget About Us és a So Lonely (One & Only Part II). Végül azonban sor került a Say Somethin’ megjelentetésére is, körülbelül másfél évvel azután, hogy először bejelentették.

## Fogadtatása
A Say Somethin’ elég változatos kritikákat kapott, Bill Lamb (az About.com-tól) dicsérte, a Billboard magazin azonban azt írta, azokra az időkre emlékeztet, amikor Careynek más előadók közreműködésére volt szüksége ahhoz, hogy egy száma sikeres legyen
A dalt 2006. április 3-án küldték el a Rhythmic Top 40 és Top 40 rádióadóknak az USA-ban; a mainstream urban rádióadóknak a Fly Like a Bird című dalt küldték el. A Say Somethin’ az album első kislemeze volt, ami nem került a Top 20-ba a Billboard Hot 100-on; csak a 79. helyig jutott, és öt hétig maradt a listán. A sikertelenség oka az lehetett, hogy a dalt már 2004 végén játszották a rádiók, 2006-ra pedig Mariah-nak már több újabb kislemeze is volt, amiket még mindig gyakran játszottak.
A dal külföldön sem aratott akkora sikert, mint az album korábbi kislemezei: az Egyesült Királyságban csak a 27. helyig jutott és egy hétig maradt a Top 40-ben. A Fülöp-szigeteken egyike lett a legkevésbé sikeres Mariah Carey-kislemezeknek, annak köszönhetően, hogy már 2004-ben, az It’s Like That megjelenése előtt rengetegszer játszották, de végül leálltak vele, mert nem jelent meg hivatalosan kislemezen. A We Belong Together sikere után ismét játszani kezdték, mert úgy gondolták, ez lesz a következő kislemez; a Shake It Off megjelenése után azonban ismét csökkent a játszások száma. Mire a dal hivatalosan is megjelent kislemezen, népszerűsége már igencsak múlóban volt. A kritikusok szerint ha a kellő időben adják ki, nagy siker lett volna és vezethette volna a slágerlistát. A TRL ázsiai változatán azonban így is listavezető lett.

## Videóklip
A Say Somethin’ videóklipjét Paul Hunter rendezte, és Párizsban forgatták 2006 márciusában. A dal producere és társszerzője, Pharrell Williams alakítja a férfit, akin megakad Mariah szeme. Snoop Dogg jeleneteit később forgatták le, az Egyesült Államokban. Carey azt nyilatkozta, Snoop Doggot eljuttatni Párizsba túl nehéznek bizonyult. „Ha úgy gondoljátok, díva vagyok, akkor Snoop Doggot hiphop-királynak tartanátok. A követelményei a párizsi úthoz enyhén szólva elképesztőek voltak.” A klip premierje 2006. március 12-én, az album megjelenésének első évfordulóján volt az MTV-n. A Total Request Live műsorban öt napig volt listavezető.

## Remixek
Amikor még az album első kislemezének szánták a dalt, Carey számos DJ-t felkért, hogy remixeljék. 2004 novemberében Peter Rauhofer bejelentette hivatalos weboldalán, hogy remixelte a Say Somethin’-t, de ez a remix sosem jelent meg. A Billboard magazin 2004. november 15-én jelentette, hogy a The Emancipation of Mimi első kislemezdalát a Pound Boys korábbi tagja, David C. fogja remixelni, erre azonban nem került sor. 2005 végén kiszivárgott az internetre a David Morales által készített house remix demójának egy rossz minőségű változata. A remix eredetileg 2004 végén készült, és egy montréali diszkóban lejátszották. A rajongóktól a később hivatalossá váló Stereo Experience mix nevet kapta. 2006 márciusában Morales remixeinek számos hivatalos változata rákerült a promóciós CD-kre. A dance remixekhez Carey szokásához híven újraénekelte a vokálokat; Snoop Dogg nem szerepel bennük. Morales azt nyilatkozta, a közönség kedvezően reagált. 2006. május 27-én a dal listavezető lett a Billboard Hot Dance Music/Club Play slágerlistán (az The Emancipation of Mimi dalai közül negyedikként), és megjelent két további club remixe: a Sugardip Mix és a Sugardip Dub.
A dal hiphopremixének címe So So Def Remix, és Jermaine Dupri készítette. Carey ehhez is újraénekelte a vokálokat, és pár sort megváltoztatott a dalszövegben. A remixben a Dem Franchize Boyz rapegyüttes is közreműködik. A So So Def Remix 2006. július 11-én vált letölthetővé a iTunes-ról. Június 16-án a BET 106 N Park műsorában bejelentették, hogy Carey klipet forgat a remixhez a Dem Franchize Boyzzal. A klipet Spike Lee rendezte, forgatása három napig tartott (július 15-étől július 17-éig).

### Hivatalos remixek, verziók listája[12]
- Say Somethin’ (A Cappella)
- Say Somethin’ (Clean)
- Say Somethin’ (Instrumental)
- Say Somethin’ (Morales Radio Edit)
- Say Somethin’ (Single Version)
- Say Somethin’ (So So Def Remix feat. Dem Franchize Boyz – Radio)
- Say Somethin’ (So So Def Remix feat. Dem Franchize Boyz – Main)
- Say Somethin’ (So So Def Remix feat. Dem Franchize Boyz – Instrumental)
- Say Somethin’ (Stereo Anthem Mix)
- Say Somethin’ (Stereo Dub)
- Say Somethin’ (Sugardip Mix)
- Say Somethin’ (Sugardip Dub)

## Változatok
| CD kislemez (Európa) 1. Say Somethin’ (Album version) 2. Say Somethin’ (Morales Radio Edit) CD maxi kislemez (Ausztrália, Európa, Tajvan, Thaiföld) 1. Say Somethin’ (Album version) 2. Say Somethin’ (Stereo Anthem Mix) 3. Say Somethin’ (Stereo Dub) 4. Say Somethin’ (videóklip) DVD kislemez (Európa) 1. Say Somethin’ (videóklip) 2. Don’t Forget About Us (videóklip) | 12" maxi kislemez (USA) 1. Say Somethin’ (So So Def Remix feat. Dem Franchize Boyz – Radio) 2. Say Somethin’ (So So Def Remix feat. Dem Franchize Boyz – Main) 3. Say Somethin’ (So So Def Remix feat. Dem Franchize Boyz – Instrumental) 12" maxi kislemez (Egyesült Királyság) 1. Say Somethin’ (Stereo Anthem Mix) 2. Say Somethin’ (Instrumental) 3. Say Somethin’ (Stereo Dub) 4. Say Somethin’ (A Cappella) |

## Helyezések
| Slágerlista (2006)                      | Legmagasabb helyezés |
| --------------------------------------- | -------------------- |
| USA Billboard Hot 100                   | 79                   |
| USA Billboard Pop 100                   | 46                   |
| USA Billboard Pop 100 Airplay           | 27                   |
| USA Billboard Hot Dance Music/Club Play | 1                    |
| USA Billboard Top 40 Mainstream         | 23                   |
| USA Billboard Rhythmic Top 40           | 26                   |
| Ausztrál kislemezlista                  | 26                   |
| Belga Ultratip 20 (Holland)             | 3                    |
| Belga Ultratip 20 Chart (Francia)       | 13                   |
| Brit kislemezlista                      | 27                   |
| Görög kislemezlistat                    | 8                    |
| Japán kislemezlista                     | 80                   |
| Olasz kislemezlista                     | 32                   |